# Tirando a dar
Tirando a dar fue una serie de televisión producida por Estudios Picasso y Neovisión para Telecinco, estrenada el 23 de abril de 2006 y cancelada definitivamente tras varios intentos de emisión el 8 de agosto del mismo año. Posteriormente fue repuesta todos los capítulos más los que faltaban por emitir en el canal Factoría de Ficción (canal de televisión de pago), al término fue cancelada definitivamente.

## Sinopsis
La serie narra la vida de los trabajadores de una oficina de seguros ficticia.

## Reparto
- Fernando Guillén Cuervo es Amador, director de la oficina
- Álex Angulo es Jaime, director de RRHH
- Pablo Puyol es Víctor Moliner, director financiero
- Toni Acosta es Blanca, chica para todo
- Carla Hidalgo es Lidia, comercial
- Enrique Arce es Paco, director de la oficina rival
- Jaime Blanch es el Presidente de la compañía
- Ramón Agirre es Rafael, comercial
- Luis Bermejo es Adolfo, médico
- Nuria Mencía es Úrsula, subdirectora de cuentas
- Julián Villagrán es Enrique, perito
- Manolo Solo es Chema, abogado
- Juanma Lara es Tito, contable
- Víctor Clavijo es Alejo, enlace sindical
- Cecilia Freire es Violeta, auxiliar de contabilidad
- Marián Álvarez es Rebeca, la recepcionista
- Tomás Pozzi es Camilo, auxiliar de mantenimiento
- Gloria Muñoz es Chus, secretaría de dirección
- Eduardo Velasco es Santiago, jefe de mantenimiento
- Andreu Castro es Hugo, informático
- Pablo Martín es Randy, camarero del bar
- Carmen Esteban es Angelines, la limpiadora

## Episodios y audiencias
| Capítulo          | Nombre                                 | Fecha de emisión             | Hora        | Audiencia media                                     |
| ----------------- | -------------------------------------- | ---------------------------- | ----------- | --------------------------------------------------- |
| PRIMERA TEMPORADA |                                        |                              |             |                                                     |
| 1                 | Amarás el puente sobre todas las cosas | Domingo, 23 de abril de 2006 | 22:00 h     | 2.337.000 espectadores (14,2% de cuota de pantalla) |
| 2                 | No tomarás el nombre del jefe en vano  | Domingo, 30 de abril de 2006 | 22:00 h     | 1.413.000 espectadores (11,7% de cuota de pantalla) |
| 3                 | Santificarás a nómina                  | Martes, 1 de agosto de 2006  | 23:30 h     | 935.000 espectadores (12,5% de cuota de pantalla)   |
| 4                 | No codiciarás el tupper ajeno          | Martes, 8 de agosto de 2006  | 23:30 h     | 914.000 espectadores (9,4% de cuota de pantalla)    |
| 5                 | No desearás a la amante de tu jefe     | Martes, 15 de agosto de 2006 | Sin emisión | Sin emisión                                         |